# A Quiet Place (Filmreihe)

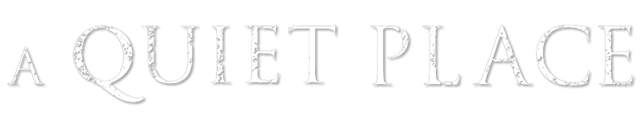
Logo der Reihe

A Quiet Place ist eine US-amerikanische Horrorthriller-Filmreihe, die bisher aus den zwei Hauptfilmen A Quiet Place (2018) und A Quiet Place 2 (2020) sowie dem Prequel A Quiet Place: Tag Eins (2024) besteht. Das von John Krasinski erschaffene Universum handelt von einer postapokalyptischen Erde, auf der die Überlebenden einer Alieninvasion in Stille leben müssen, um den gut hörenden, aber blinden Kreaturen zu entgehen.

## Überblick
| Jahr    | Deutscher Titel         | Originaltitel           | Regie            | Drehbuch                                | Produktion                                            |
| ------- | ----------------------- | ----------------------- | ---------------- | --------------------------------------- | ----------------------------------------------------- |
| 2018    | A Quiet Place           | A Quiet Place           | John Krasinski   | John Krasinski, Bryan Woods, Scott Beck | Michael Bay, Andrew Form, Brad Fuller                 |
| 02020 A | A Quiet Place 2         | A Quiet Place: Part II  | John Krasinski   | John Krasinski                          | John Krasinski, Michael Bay, Andrew Form, Brad Fuller |
| 2024    | A Quiet Place: Tag Eins | A Quiet Place: Day One  | Michael Sarnoski | Michael Sarnoski                        | John Krasinski, Michael Bay, Andrew Form, Brad Fuller |
| 2027    | A Quiet Place 3         | A Quiet Place: Part III | John Krasinski   | John Krasinski                          | John Krasinski, Allyson Seeger                        |

Daneben wurde Mitte Oktober 2024 das von Saber Interactive entwickelte Survival-Horror-Computerspiel A Quiet Place: The Road Ahead veröffentlicht.

## Handlung
A Quiet Place spielt in einer postapokalyptischen Welt, in der die globale Zivilisation wenige Monate nach einer Alieninvasion fast vollständig zusammengebrochen ist. Nachdem ursprüngliche Pläne von internationalen Regierungen zur Bekämpfung und Evakuierung fehlgeschlagen sind, wurden Großteile der Bevölkerung von den eingefallenen außerirdischen Kreaturen umgebracht. Die wenigen Hinterbliebenen führen nun ein zurückgezogenes Leben in Stille, da die spinnenartigen Aliens besonders gut hören können, aber blind und wasserscheu sind.
A Quiet Place

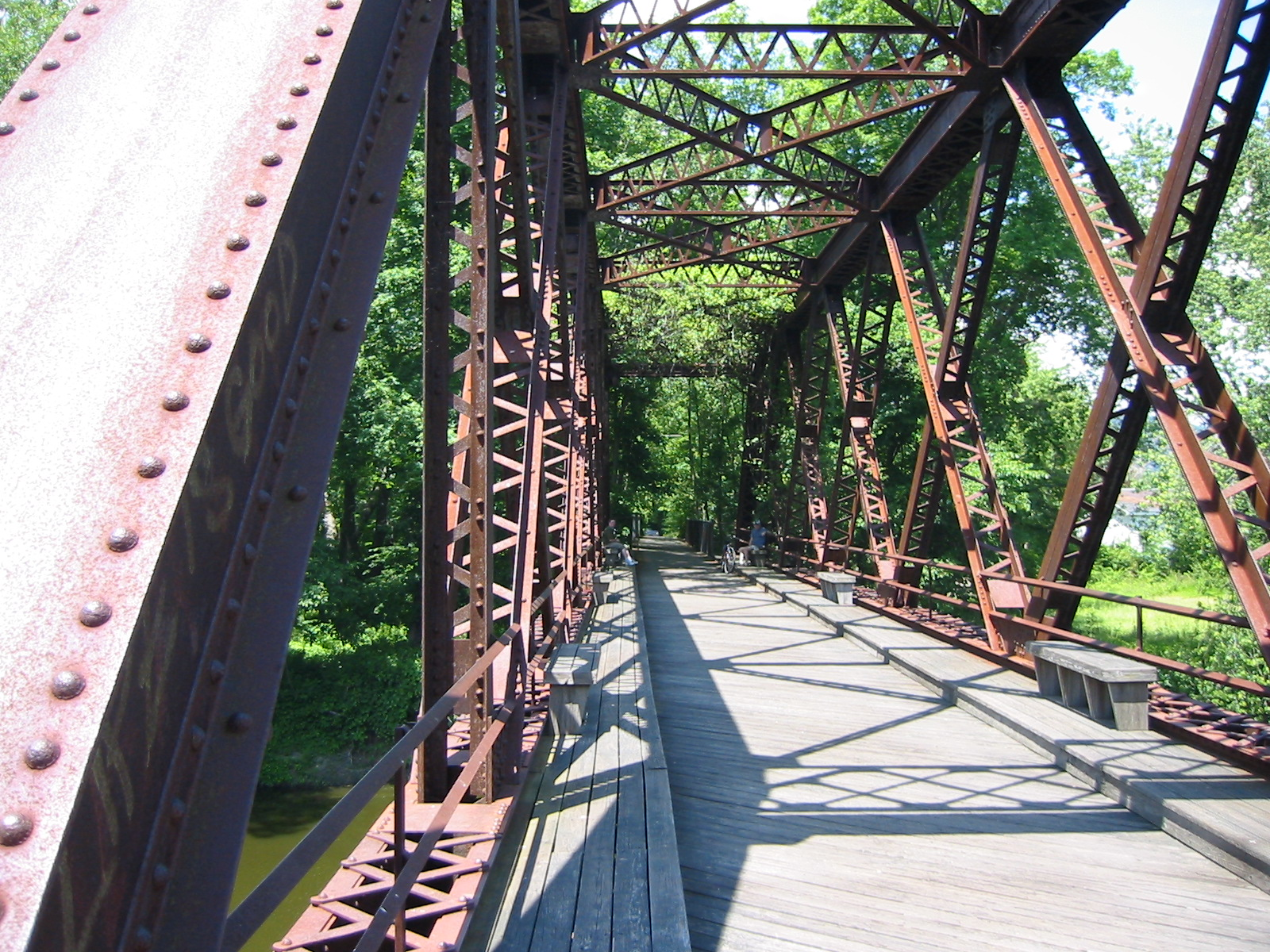
Die Brücke, an der die Familie Abbott ihren Sohn Beau verliert

Der erste Film spielt drei Monate nach der Alieninvasion, wo die fünfköpfige Familie Abbott auf einer abgelegenen ländlichen Farm lebt. Während sie sich über die hinterlassenen Vorräte einer nahegelegenen Kleinstadt versorgt, versucht Familienvater Lee beständig, Kontakt zu anderen Überlebenden aufzunehmen. Ein Zwischenfall versetzt die Familie in tiefe Trauer, als der jüngste Sohn Beau durch eine Spielzeugrakete Lärm erzeugt und von einer dadurch angelockten Kreatur umgebracht wird. Etwa ein Jahr später erwartet Lees Ehefrau Evelyn ihr nächstes Kind, weshalb die Familie auf ihrer Farm Vorbereitungen trifft und einen schalldichten Raum einrichtet. Als die Geburt beginnt, werden mehrere Aliens durch Evelyns Schreie angelockt, woraufhin sich Lee für seine Kinder – die gehörlose Tochter Regan und den jüngeren Sohn Marcus – opfert. Regan entdeckt, dass die Aliens auf die Rückkopplung ihres Cochlea-Implantats empfindlich reagieren und verwundbar werden, während Evelyn nach der erfolgreichen Geburt eine der Kreaturen erschießt.
A Quiet Place 2
Der zweite Teil schließt unmittelbar an den ersten Film und die dortige Zerstörung des Zuhauses der Familie Abbott an. Evelyn, Regan, Marcus und der neugeborene Säugling verlassen das bekannte Terrain und macht sich auf die Suche nach anderen Überlebenden, um Hilfe zu bekommen. Schon bald treffen sie auf den zynischen Emmett, der seine Frau und Kinder durch die Kreaturen verloren hat. Da sich Emmett und die Familie Abbott schon vor der Alieninvasion kannten, gewährt er den Überlebenden Unterschlupf in einem verlassenen Stahlwerk samt schalldichtem Hochofen. Dort hört Marcus im Radio den in Dauerschleife laufenden Song Beyond the Sea, was Regan als Hinweis deutet, eine nahegelegene Insel im Meer könnte ein Zufluchtsort für Überlebende sein. Allein macht sie sich auf den Weg, ihrem Verdacht nachzugehen, wird aber schon bald von Aliens angegriffen und durch Emmett gerettet. Nach einer Begegnung mit verwilderten Banditen erreichen beide die Insel, wo Überlebende die bekannte Zivilisation wieder aufbauen wollen. Über ein Boot hat es allerdings auch ein Alien zum Zufluchtsort geschafft, sodass Chaos auf der Insel ausbricht, ehe die Kreatur von Regan und Emmett mit vereinten Kräften umgebracht werden kann. Evelyn und Marcus, die wegen einer Verletzung des Sohnes im Stahlwerk zurückgeblieben sind, verschanzen sich unterdessen im Hochofen vor Aliens.
A Quiet Place: Tag Eins
Das Prequel erzählt von den ersten Tagen der Alieninvasion aus Sicht der todkranken Krebspatientin Sam in New York City. Mitten am Tag schlagen in Manhattan unbekannte Objekte ein, woraufhin Chaos in der Stadt ausbricht. Die Kreaturen töten wahllos Menschen, weshalb sich die Behörden dazu entscheiden, alle Brücken zur Insel zu sprengen, um eine Ausbreitung zu verhindern. Während sich die Überlebenden zu Evakuierungspunkten begeben sollen, von denen aus Schiffe ablegen werden, macht sich Sam auf den Weg nach Harlem, um vor ihrem bevorstehenden Tod noch ein letztes Mal ein Stück Pizza zu essen. Auf dem Weg trifft sie auf den Jurastudenten Eric, der sich völlig verängstig dazu entscheidet, Sam blind zu folgen. Beide freunden sich mit der Zeit miteinander an und helfen sich gegenseitig, Angriffen der Aliens zu entkommen. Nachdem Sam ihr letztes Stück Pizza bekommen hat, opfert sie sich für Eric und zieht durch Lärm die Aufmerksamkeit der Kreaturen auf sich, damit der Jurastudent sicher ein rettendes Boot erreichen kann.

## Besetzung
| Rolle         | Film                 | Film                   | Film                           | Synchronsprecher |
| Rolle         | A Quiet Place (2018) | A Quiet Place 2 (2020) | A Quiet Place: Tag Eins (2024) | Synchronsprecher |
| ------------- | -------------------- | ---------------------- | ------------------------------ | ---------------- |
| Evelyn Abbott | Emily Blunt          | Emily Blunt            |                                | Bianca Krahl     |
| Lee Abbott    | John Krasinski       | John Krasinski         |                                | Till Endemann    |
| Regan Abbott  | Millicent Simmonds   | Millicent Simmonds     |                                | Keren Hochberg   |
| Marcus Abbott | Noah Jupe            | Noah Jupe              |                                | Carlos Fanselow  |
| Beau Abbott   | Cade Woodward        | Dean Woodward          |                                | stumm            |
| Mann im Wald  | Leon Russom          |                        |                                | stumm            |
| Henri         |                      | Djimon Hounsou         | Djimon Hounsou                 | Tilo Schmitz     |
| Emmett        |                      | Cillian Murphy         |                                | Norman Matt      |
| Roger         |                      | Wayne Duvall           |                                | Axel Lutter      |
| Ronnie        |                      | Okieriete Onaodowan    |                                | Felix Spieß      |
| Marina Man    |                      | Scoot McNairy          |                                | stumm            |
| Samira „Sam“  |                      |                        | Lupita Nyong’o                 | Rubina Nath      |
| Eric          |                      |                        | Joseph Quinn                   | Nico Sablik      |
| Reuben        |                      |                        | Alex Wolff                     | Patrick Baehr    |
| Zena          |                      |                        | Eliane Umuhire                 | stumm            |

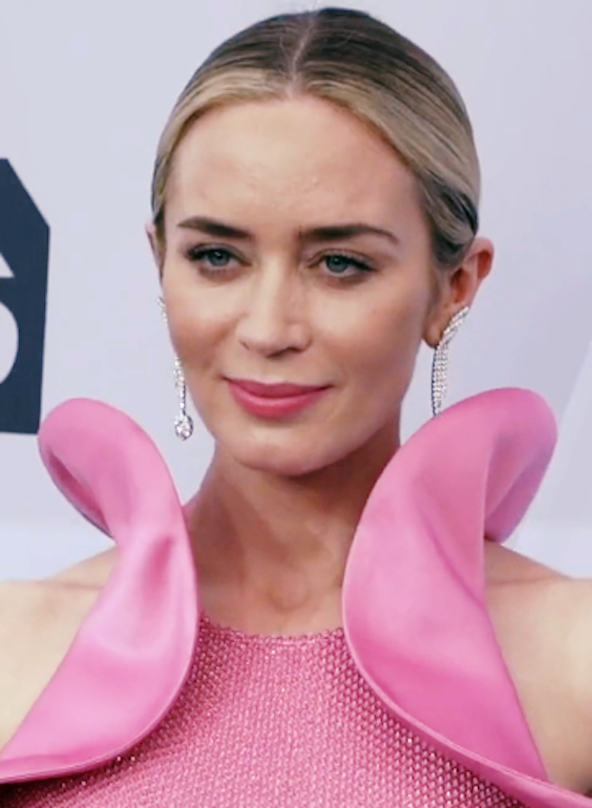
Emily Blunt

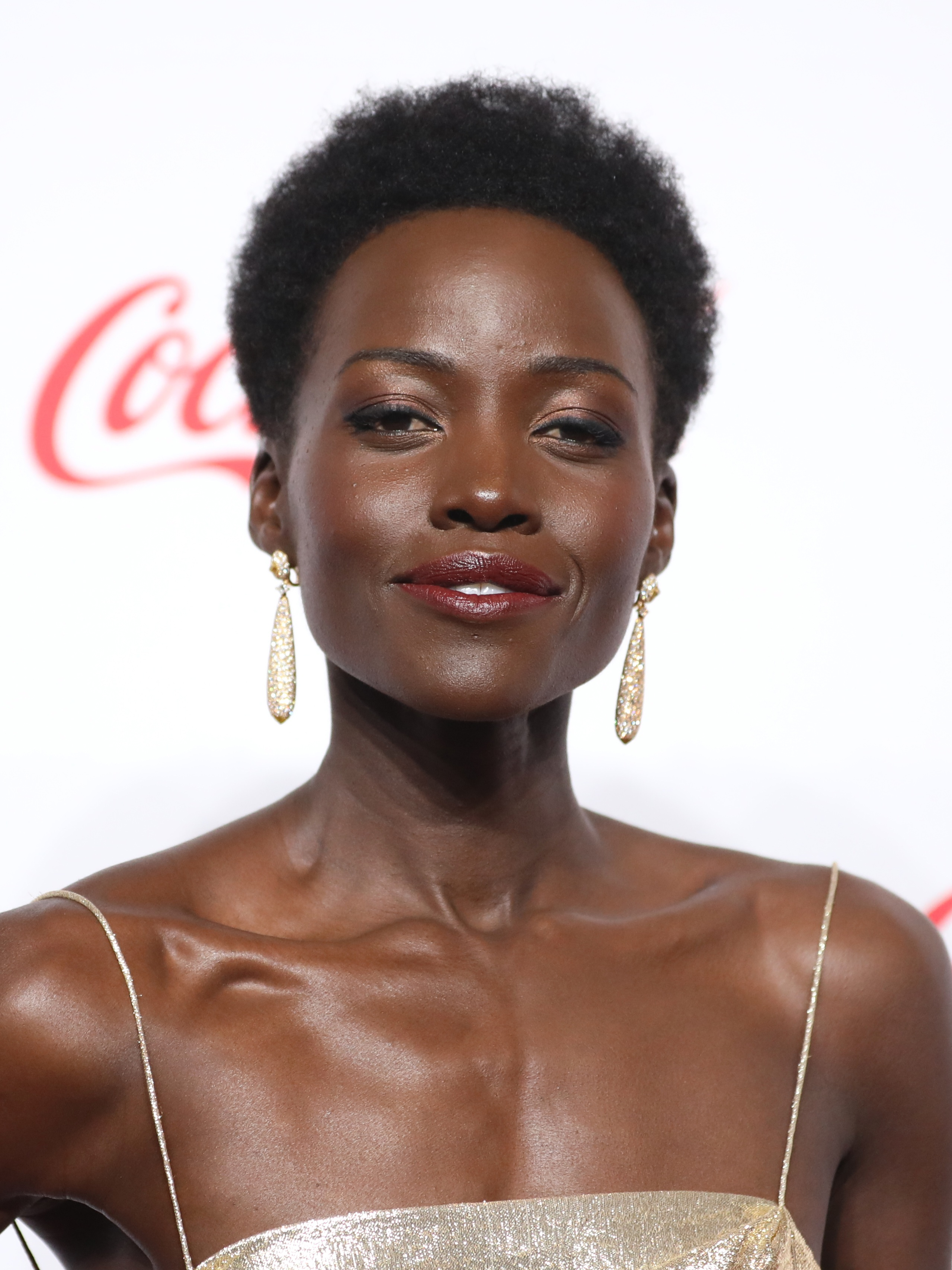
Lupita Nyong’o

Für ihre Rolle in A Quiet Place wurde Emily Blunt 2019 mit einem Screen Actors Guild Award als beste Nebendarstellerin ausgezeichnet.

## Rezeption

### Einspielergebnisse
A Quiet Place und A Quiet Place 2 zählen jeweils zu den 25 finanziell erfolgreichsten Horrorfilmen aller Zeiten.
| Film                         | Veröffentlichung (Deutschland) | Einspielergebnisse in US-Dollar | Einspielergebnisse in US-Dollar | Einspielergebnisse in US-Dollar | Budget in US-Dollar | Zuschauer (Deutschland) | Quelle       |
| Film                         | Veröffentlichung (Deutschland) | USA                             | Deutschland                     | Weltweit                        | Budget in US-Dollar | Zuschauer (Deutschland) | Quelle       |
| ---------------------------- | ------------------------------ | ------------------------------- | ------------------------------- | ------------------------------- | ------------------- | ----------------------- | ------------ |
| A Quiet Place                | 12. April 2018                 | 188.024.361                     | 3.998.740                       | 340.955.294                     | 017 Mio.            | 386.957                 | [ 7 ] [ 8 ]  |
| A Quiet Place 2              | 24. Juni 2021                  | 160.072.261                     | 2.059.461                       | 297.372.261                     | 055 Mio.            | 198.270                 | [ 9 ] [ 10 ] |
| A Quiet Place: Tag Eins      | 27. Juni 2024                  | 064.115.771                     | 0661.616                        | 109.615.771                     | 067 Mio.            | –                       | [ 11 ]       |
| Gesamt (Stand: 4. Juli 2022) | Gesamt (Stand: 4. Juli 2022)   | 412.212.393                     | 6.719.817                       | 747.943.326                     | 139 Mio.            | 585.227                 | [ 12 ]       |

### Kritiken
(Stand: 4. Juli 2024)
| Film                    | Rotten Tomatoes     | Metacritic       | IMDb                      |
| ----------------------- | ------------------- | ---------------- | ------------------------- |
| A Quiet Place           | 96 % (385 Kritiken) | 82 (55 Kritiken) | 7,5 (592.075 Bewertungen) |
| A Quiet Place 2         | 91 % (369 Kritiken) | 71 (57 Kritiken) | 7,2 (278.616 Bewertungen) |
| A Quiet Place: Tag Eins | 87 % (219 Kritiken) | 68 (52 Kritiken) | 6,8 (20.258 Bewertungen)0 |